# Джон Кракавер
Джон Кракавер (англ. Jon Krakauer; 12 квітня 1954) — американський письменник, журналіст та альпініст. Серед найвідоміших його творів: «У дикій глушині (книга)», «В розрідженому повітрі», «Під знаменами раю», «Де чоловіки покривають себе славою: Одісея Пета Тілмана», а також численних статей. На сьогоднішній день, Джон Кракауер є одним із найвпливовіших письменників у США, більшість його книжок стали бестселерами, за якими створені художні та документальні фільми.

## Дитинство та юність
Джон Кракавер народився у багатодітній родині у Брукліні, штат Массачусетс, третім з п'яти дітей. Коли йому було 2 роки, сім'я переїхала до Корвалісу, штат Орегон. З 8 років батько почав залучати його до альпінізму. Також, у школі він брав участь у змаганнях з тенісу. Після закінчення школи у 1972 році, Джон, всупереч бажанню батька, який хотів щоб його син був юристом або лікарем, вступив на природниче відділення у коледжі Гемпшира, штат Массачусетс. У книзі «У дикій глушині», Джон згадує про складні стосунки зі своїм батьком. У 1977 році він зустрів альпіністку Лінду Маріам Мур, з якою одружився у 1980. Спочатку вони жили у Сієтлі, штат Вашингтон, але після виходу книги «В розрідженому повітрі», переїхали до Боулдера (штат Колорадо), де живуть і понині.

## Альпінізм
Через рік після закінчення коледжу, у 1977 році, Джон провів 3 тижні, намагаючись здійснити сходження за новим маршрутом на пік Палець диявола, на Алясці, висота стіни на цьому маршруті становить 1853 метри. На той час Джон працював теслею, і не мав грошей на авіаквиток, тому йому довелося влаштуватися моряком на риболовецьке судно, і таким чином оплатити свій проїзд. Подорож до Пальця Диявола була дуже небезпечною, Джон двічі намагався піднятися на вершину, але погана погода та відсутність льоду на верхній частині стіни завадили йому це зробити. Після невдалих спроб піднятися на Палець диявола по північній стіні, він здався і піднявся легшим маршрутом зі східного боку. Свої пригоди під час цього сходження він описав у книзі «У дикій глушині», та у циклі статей «Мрії про Айгер» (англ. Eiger Dreams) в журналі Outside.
У1992 році, Джон зробив сходження на гору Серро-Торре в Патагонії. Ця гора відома як одна з найскладніших серед альпіністів, через штормовий вітер, погоду та складний рельєф.
У 1996 році Кракавер взяв участь у сходженні на гору Еверест, у якому загинуло 5 учасників експедиції (в тому числі двоє гідів), і яке через це стало відоме як Трагедія на Евересті 1996 року. Як очевидець трагедії, Кракавер присвятив їй книгу «В розрідженому повітрі». В цій книзі, а також у статтях, присвячених цим подіям, Кракавер публічно засудив комерціалізацію Евересту, яка на його думку стала однією з причин трагедії.

## Творчість

### Журналістика
Популярність Кракавера як автора почалася з його статей у журналі Outside. У листопаді 1983 він закинув теслярство та рибальство, і став професійним письменником-фрілансером. Більшість його статей була присвячена альпінізму та екстремальним видам спорту. Статті Кракавера виходили також у журналах Rolling Stone, National Geographic, Architectural Digest та інших.
За завданням журналу Outside, Кракавер написав статтю про комерційне сходження на Еверест двох груп альпіністів під керівництвом Скота Фішера та Роба Голла, під час якого 5 учасників експедиції загинули. Він вирішив, що коротка стаття не точно змальовує події, що сталися, тому, після перевірки усіх фактів та спілкування з учасниками експедиції, він написав книгу В розрідженому повітрі, яка присвячена цій трагедії.

### Книги

#### У дикій глушині
У дикій глушині книга-дослідження життя та подорожей Крістофера Маккендлеса, юнака з щасливої родини, який у 1990 році, після закінчення коледжу перевів всі свої заощадження організації, яка займається благодійністю та розпочав подорож автостопом на захід Сполучених Штатів. Під час своїх подорожей він не підтримував жодних зв'язків з батьками, та взяв собі ім'я Олександер Суперволоцюга. У цій книзі Кракавер проводить паралелі між своїм власним життям та життям Крістофера, намагаючись зрозуміти причини та мотивацію його вчинків.
Книгу видали у 1996 році, протягом двох років вона була бестселером за версією газети Нью-Йорк Таймс. За мотивами цієї книги Шон Пен у 2007 році зняв фільм Тепер я йду у дику далечінь, завдяки якому ця історія стала відома в усьому світі. Переклад українською з'явився навесні 2020 року у Видавництві Старого Лева, якраз 28 років після того як самітник Олександр Суперволоцюга поселився на Алясці.

#### В розрідженому повітрі
Книга присвячена трагедії комерційної експедиції на Евересті, коли загинуло п'ятеро учасників-альпіністів і двох керівників — Роба Голла і Скотта Фішера.
Джон Кракавер за завданням журналу Outside став учасником комерційної експедиції на Еверест (Джомолунгму) в травні 1996 року, яку організовувала новозеландська компанія «Консультанти з пригод», головою якої був Роб Голл. Роб Голл та Скотт Фішер з компанії «Гірське божевілля» вирішили об'єднатися під час сходження на Еверест, однак зробили багато помилок. На вершину Евересту клієнти піднялися в другій половині дня, під час спуску в альпіністів закінчився кисень у балонах, а потім вони потрапили в дуже сильну бурю. Буря продовжувалася два дні, і в ній загинули керівники експедиції Роб Голл, Скотт Фішер та гід Енді Гарріс, а також два клієнти «Консультантів з пригод». Один з клієнтів «Консультантів з пригод» Бек Везерс був двічі покинутий на горі, тому що інші вважали, що він вже замерз, але він чудом врятувався, згодом переживши велику кількість ампутацій.
В книзі Джон Кракавер засуджує комерціалізацію сходжень на Еверест, а також наводить факти загибелі учасників експедиції індійсько-тибетської прикордонної служби, які підіймалися у той самий день зі сторони Тибету.
Одним з винуватців трагедії Джон Кракавер вважає Анатолія Букреєва, який спустився в табір раніше за всіх клієнтів. На думку Кракавера, Букреєв був занадто легко вдягнений, а окрім того ще й не використовував кисень. Букреєв, у своїй книзі, заявив, що був достатньо тепло вдягнутий, і не користувався киснем, щоб не загинути у випадку, якщо кисень закінчиться. До того ж він спустився в табір за наказом керівника експедиції Скотта Фішера, аби потім зустріти клієнтів, що спускалися. Пізніше Анатолій Букреєв у співавторстві з Вестоном де-Волтом написав книгу «Сходження» (англ. The Climb), де описав свій погляд на трагедію, що сталася. До того ж, Букреєв відзначив, що він один врятував трьох клієнтів своєї компанії під час буревію, в той час як Кракавер, шерпи та інші клієнти відмовилися допомагати йому.
У своїй книзі Везерс так описує діалог з Кракавером під час спуску: «Я сказав Джонові, що погано бачу і мені потрібно спуститися, і він би допоміг мені, якщо б йшов так, щоб я його бачив», але Кракавер відповів: «Бек, я не гід».
Книга Джона Кракавера стала бестселером у США, а згодом і в усьому світі. Журнал «Тайм» визнав її книгою року. Також ця книга посіла першу сходинку у списку бестселерів журналу «Нью-Йорк Таймс». Книга «В розрідженому повітрі» була одним з номінантів на Пулітцерівську премію. За мотивами книги в 1997 був знятий художній фільм «Смерть у горах» (англ. Into Thin Air: Death on Everest). Режисером фільму став Роберт Марковіц.

#### Під знаменами раю
У 2003 році Джон Кракавер видав книгу Під знаменами раю, яка стала його третім бестселером. В книзі розглядається діяльність християнських сект, і особливо велика увага приділена мормонам. Кракавер засуджує полігамію, яку практикують мормони. Також у книзі розповідається про історію братів Лаферті, які за велінням Бога вбили дружину та маленьку доньку свого молодшого брата.
За мотивами цієї книги Том Еліот зняв документальний фільм у 2006 році.

## Українські переклади
- У дикій глушині / Джон Кракавер ; пер. з англ. Ксенислава Крапка. — Львів : Видавництво Старого Лева, 2020. — 280 с. — ISBN 978-617-679-761-6  [Архівовано 23 червня 2020 у Wayback Machine.].
- У розрідженому повітрі / Джон Кракавер ; пер. з англ. Ксенислава Крапка. — Львів : Видавництво Старого Лева, 2022. — 432 с. — ISBN 978-966-448-015-1

## Критика
Джон Кракавер відомий своїм складним характером. Анатолій Букреєв, один з гідів експедиції на Еверест 1996 року, просив Кракавера відмовитись від своєї оцінки, яку він дав діям Букреєва під час трагедії на Евересті, але Кракавер проігнорував це прохання. Тоді Анатолій Букреєв, у співавторстві з Вестоном де-Волтом написав книгу «Сходження»(англ. The Climb), в якій виклав свій погляд на події, що сталися на Евересті.
Мормони також дуже негативно відреагували на книгу Кракавера «Під знаменами раю», заявивши, що він не є ані істориком, ані релігієзнавцем аби розумітися на подібних питаннях.